# Synagoge (Leeuwarden)

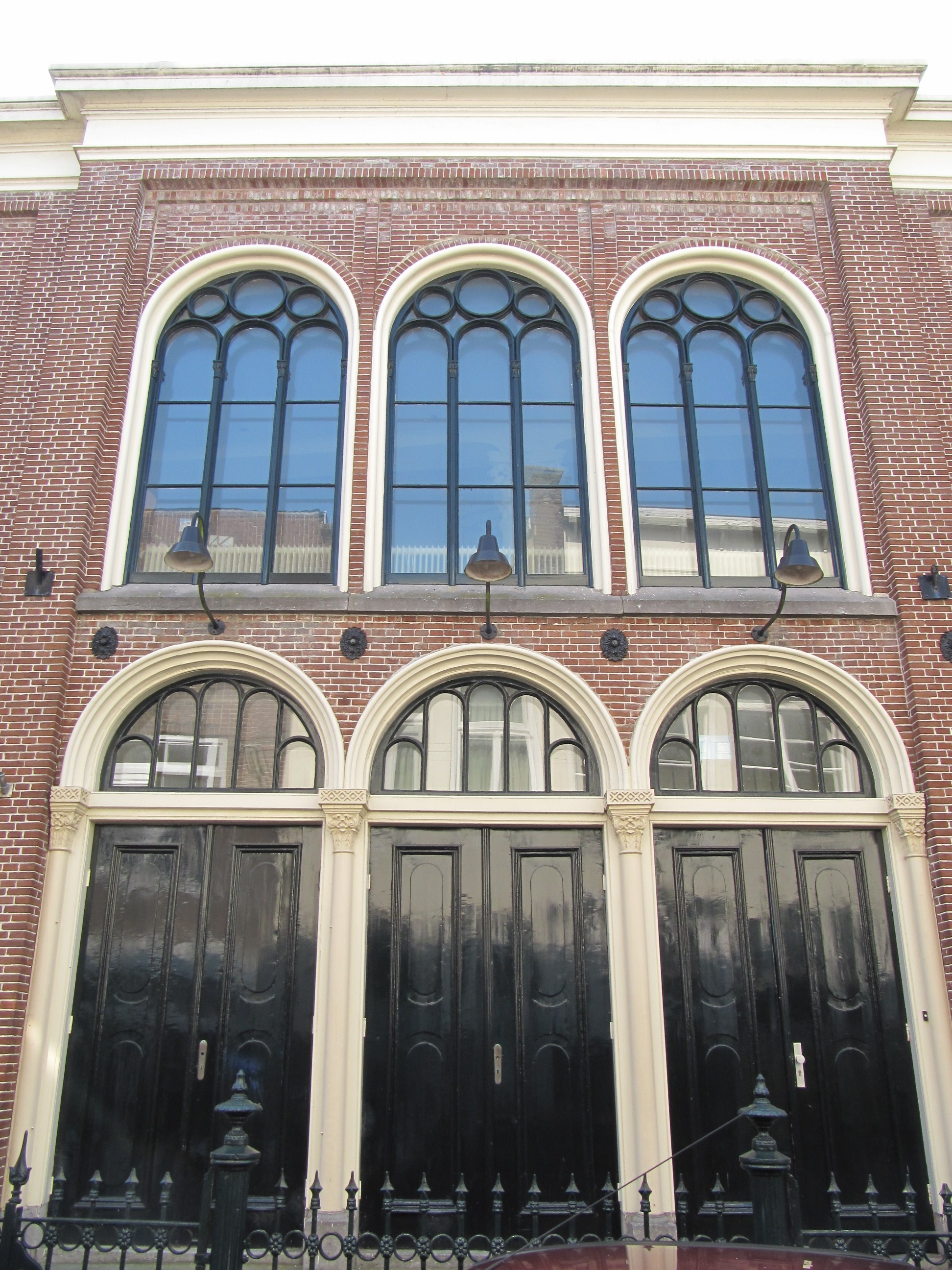
Deel van de voorgevel

De Synagoge van Leeuwarden is een voormalige synagoge uit 1805 en een van de weinige overgebleven joodse gebouwen in Leeuwarden. De synagoge was een vervanging van een eerdere synagoge uit 1755. In 1865 werd de synagoge uitgebreid. Zowel de oude als de nieuwe synagoge stonden aan de Sacramentsstraat. De Synagoge werd ontworpen door G. van der Wielen en F. Stoett. Het gebouw functioneert sinds 1982 als dansschool. 

## Geschiedenis en context
Leeuwarden kent een rijke joodse historie. Al in 1645 registreerde Leeuwarden al haar joden. Er zijn drie joodse begraafplaatsen in Leeuwarden geweest. De eerste begraafplaats is gesticht door Jacob de Joode in 1670. Hij was de zoon van Mozes Ury HaLevy, die uit Emden naar Nederland is gekomen. De laatste begraafplaats lag aan de Spanjaardslaan en was ontworpen door tuinarchitect Lucas Pieters Roodbaard. Rondom de begraafplaats ontstond een joodse buurt. De eerste helft van de 19e eeuw was Leeuwarden het centrum van joodse cultuur en was het de grootste joodse stad in het noorden van Nederland. Hier bevond zich destijds dan ook de zetel van het opperrabbinaat. Er waren verschillende joodse verenigingen, waaronder de Kring van Joodsche Academici. In Leeuwarden was tevens een joods bejaardentehuis, een joods armenhuis, een joods badhuis en een joodse school. Die joodse school werd ontworpen door H.R. Stoett en was open van 1886 tot 1943. De school heette de Dusnus-school en werd tijdens de bezetting door de Duitsers geplunderd. 

## Huidig gebruik
Hoewel er tegenwoordig een dansschool in de synagoge zit, wordt het gebouw nog wel af en toe gebruikt als joods ontmoetingscentrum. Er is nog steeds een kleine joodse gemeente in Leeuwarden die af en toe diensten houdt in een andere synagoge, die sinds 1980 bestaat en in de Slotmakersstraat staat. In 1998 had Leeuwarden 45 joodse inwoners.